# Rzym i rzymianie
Rzym i rzymianie (wł. Gente di Roma) – włoska komedia z 2003 roku w reżyserii Ettorego Scoli, który także napisał scenariusz. Światowa premiera odbyła się 4 października 2003 roku. W rolach głównych wystąpili Giorgio Colangeli, Antonello Fassari i Fabio Ferrari. Muzykę do filmu skomponował Armando Trovajoli.
Film przedstawia perypetie mieszkańców włoskiej stolicy i ich codzienne obowiązki.